# La Leçon de musique (Vermeer)
La Leçon de musique est un tableau de Johannes Vermeer (huile sur toile, 74 × 64,1 cm) peint vers 1662-1665. Il est conservé dans la Royal Collection et peut être exposé au Palais de Buckingham ou au Palais St. James de Londres.

## Description
La plupart des experts pensent qu'il a été peint entre 1662 et 1665, bien que d'autres pensent à 1660.
Dans une pièce éclairée par la lumière du jour, une femme vue de dos est debout à un virginal. Un homme à côté, probablement son professeur, la regarde et l'écoute attentivement. Sur le couvercle de l'instrument une inscription en latin indique : « Musica Letitia Co(me)s Medicina Dolor(is) » (« La musique est la compagne de la joie et le remède de la douleur »).
Sur le mur, au-dessus de la femme, un miroir reflète la scène. À sa droite, on devine un tableau, probablement la Charité romaine, dans le style de Caravage ou de Dirck van Baburen.
Comme souvent chez Vermeer, la scène est placée derrière un premier plan, ici, une table recouverte d'un tapis multicolore, sur lequel se trouve un pichet en faïence blanche sur un plateau.

## Analyse
L’œuvre représente une scène d'intérieur avec deux personnages, éclairée par la gauche. La perspective est scrupuleusement respectée, comme on le voit sur le miroir, les carreaux du sol et la viole de gambe.
La lumière naturelle pénètre par la fenêtre sur le côté gauche de l'image, en se concentrant sur des surfaces travaillées, faisant rejaillir des paillettes sur le tapis de soie ou se réfléchissant sur le pichet de faïence blanche de Delft (Delfts wit), à couvercle d'étain.
Vermeer transmet son grand détail de la qualité tactile des différentes surfaces : le marbre, la soie ou encore le velours.
L'application de couleur avec «pointillisme» donne une lumière étincelante sur la surface picturale, dans un style qui a influencé des impressionnistes comme Renoir et Van Gogh.

### La musique et l'amour
La relation étroite entre la musique et l'amour est une question pour Vermeer lorsqu'il a peint cette toile dans les premières années des années 1660, peu de temps après avoir été nommé récepteur de la guilde des peintres de Delft en 1662. Ce travail semble l'éloigner temporairement des intérieurs bourgeois et il va vers une classe sociale plus élevée, comme le montre la présence du miroir ou le tapis oriental sophistiqué recouvrant la table au premier plan.
Dans ce sens, une autre interprétation de la toile consiste à voir dans l'homme, non pas un professeur en raison de la canne qu'il tient dans la main, mais plutôt un soupirant qui attend une réponse de la femme. Avec la femme tournée vers le mur, son reflet à peine visible dans le miroir, avec un regard qui semble cependant pencher vers l'homme, Vermeer laisse la réponse en suspens aux yeux du spectateur.

### La représentation dans les arts
Dans le tableau, au dessus du virginal, se trouve suspendu un miroir qui montre le reflet de la tête de la jeune fille assise au clavier mais aussi le pied du chevalet du peintre. Cette intrusion du peintre dans une scène qui pourrait sembler sinon « réelle », c'est-à-dire spontanée ou naturelle, est interprétée comme la volonté de faire réfléchir le spectateur à la question de la représentation qui se pose avec toute peinture. Cette Leçon de musique est donc aussi une leçon de peinture qui n'est pas sans évoquer L'Art de la peinture.

## Historique
Le tableau a probablement appartenu à Pieter van Ruijven. Puis il a fait partie des collections de Grande-Bretagne depuis George III, mais à l'époque, il était attribué à Frans van Mieris l'Ancien à cause d'une mauvaise interprétation de la signature. Le roi ne désirait pas particulièrement l'acheter mais il faisait partie d'un lot comprenant des livres qu'il désirait. Il a été ensuite vendu en 1696. Giovanni Antonio Pellegrini, un vénitien l'a acquis en 1718. Puis il a été acheté par Smith.

## Culture populaire
Le tableau apparaît dans le film Pas de printemps pour Marnie d'Alfred Hitchcock sorti en 1964, sur le mur de la chambre de Mark, personnage interprété par Sean Connery. En 2013 un documentaire Tim's Vermeer tente de reconstituer la création de ce tableau en montrant les optiques utilisées par Vermeer.